# Sedum pallidum
Sedum pallidum är en fetbladsväxtart som beskrevs av Friedrich August Marschall von Bieberstein. Sedum pallidum ingår i Fetknoppssläktet som ingår i familjen fetbladsväxter. Inga underarter finns listade i Catalogue of Life.